# Janusz Łyko
Janusz Łyko (ur. 1960) – polski ekonomista, prof. dr hab. nauk ekonomicznych, profesor zwyczajny Instytutu Ekonomicznego Państwowej Wyższej Szkoły Zawodowej w Głogowie i Instytutu Zastosowań Matematyki Wydziału Zarządzania, Informatyki i Finansów Uniwersytetu Ekonomicznego we Wrocławiu.

## Życiorys
Maturę uzyskał w 1979 w Liceum Ogólnokształcącym nr III im. Adama Mickiewicza we Wrocławiu. W 1992 obronił pracę doktorską Zasada inercji i prognozy gospodarcze, otrzymując doktorat, a 23 lutego 2004 habilitował się na podstawie oceny dorobku naukowego i pracy zatytułowanej Pomiar i prognozy inflacji. 16 czerwca 2015 nadano mu tytuł profesora w zakresie nauk ekonomicznych.
Objął funkcję profesora zwyczajnego w Instytucie Ekonomicznym Państwowej Wyższej Szkole Zawodowej w Głogowie i w Instytucie Zastosowań Matematyki, a także dziekana na Wydziale Zarządzania, Informatyki i Finansów Uniwersytetu Ekonomicznego we Wrocławiu.

## Publikacje
- 2007: Relacja maksymalnej zgodności a zwycięzca Condorceta[2]
- 2009: System of Weights in Analysis of Inflation[2]
- 2014: Application of Hamiltons and Divisor Methods to Degressively Proportional Allocation Functions[2]